# 桑山淳生
桑山 淳生（くわやま あつき、1997年11月15日 - ）は、ジャパンラグビーリーグワン東芝ブレイブルーパス東京に所属するラグビー選手。

## プロフィール
- 鹿児島県出身[2]。
- ポジションはウィング (WTB)・センター (CTB)。
- 身長: 183 cm、体重: 90 kg[1]
- 兄の聖生もラグビー選手[3] で現在チームメイト。
- U17日本代表に選ばれたことがある[4]。

## 略歴
9歳からラグビーを始める。
2016年鹿児島実業高校卒業後、早稲田大学に入る。
2020年早稲田大学卒業後、東芝ブレイブルーパス（現・東芝ブレイブルーパス東京）に加入。
2021年2月20日にジャパンラグビートップリーグ第1節トヨタ自動車ヴェルブリッツ戦に途中出場で公式戦初出場を果たす。